# Niphogeton glaucescens
Niphogeton glaucescens är en flockblommig växtart som först beskrevs av Carl Sigismund Kunth, och fick sitt nu gällande namn av James Francis Macbride. Niphogeton glaucescens ingår i släktet Niphogeton och familjen flockblommiga växter. Inga underarter finns listade i Catalogue of Life.